# Fides quaerens intellectum

Fides quaerens intellectum (en français : « la foi cherchant l’intelligence ») est une expression latine exprimant succinctement une méthode théologique cherchant à rendre raison de la foi chrétienne par l’intelligence humaine. Formulée pour la première fois au XIe siècle, par saint Anselme de Cantorbéry elle fut souvent reprise par la suite. 

## Origine et histoire
Le philosophe et théologien chrétien  Anselme de Cantorbéry (1033-1109), moine bénédictin de l'abbaye du Bec puis évêque de Cantorbéry, utilise pour la première fois cette expression dans son Proslogion (II-IV). Elle articule la relation étroite existant entre Foi religieuse et Raison humaine. Le Fides quaerens intellectum est la clé de la pensée et de la réflexion philosophico--théologique de saint Anselme. 
Mais pour Anselme tout se passe à l’intérieur de la foi. Ce qui concerne la religion et la théologie ne peut être compris que si suivant une démarche préalable de « foi », c’est-à-dire : de croyance en l’existence de Dieu. Il est possible, par la suite, de  comprendre intellectuellement ce à quoi on croit déjà. La foi en Dieu, précède, logiquement comme chronologiquement, le travail de la raison humaine. En outre, la foi est une grâce, qui dépend de Dieu, et non de la volonté de l'homme. 

## AuXXesiècle
Les relations entre la raison humaine et la foi chrétienne, et l’argument ontologique de Saint Anselme, ont fait l’objet de réflexions et débats tout au long de l’histoire. Récemment encore — dans les années 1930 — le théologien allemand Karl Barth relança un grand débat philo-théologique sur le Fides quaerens intellectum. Le philosophe français Étienne Gilson emploie plusieurs fois la formule de saint Anselme pour définir le travail du philosophe chrétien.